# Paul Hagen (Schauspieler)

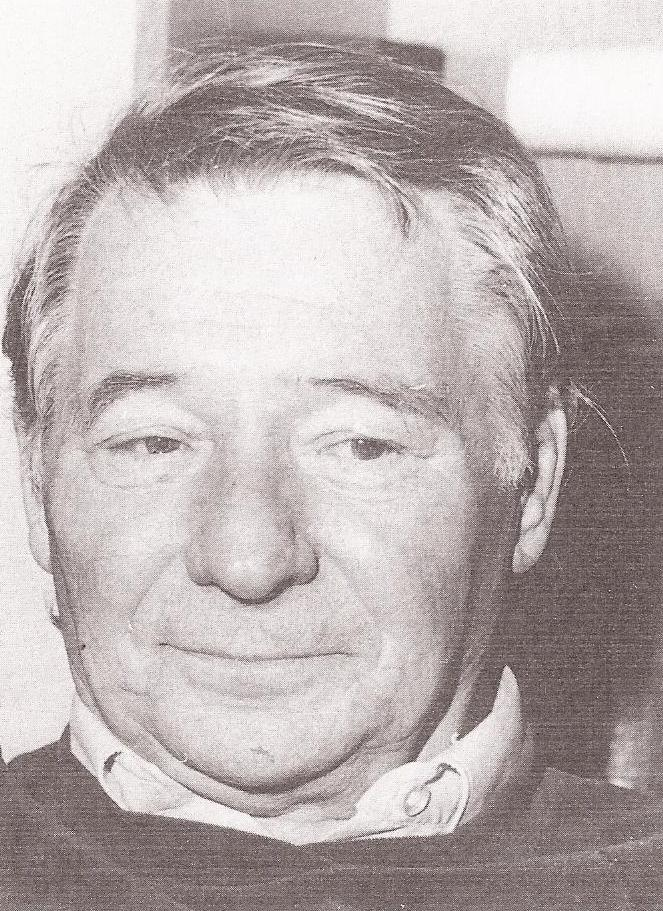
Paul Hagen

Paul Hagen (* 19. März 1920 in Kopenhagen; † 19. Mai 2003 in Langø) war ein dänischer Schauspieler. In Abspännen wird er manchmal als Poul Hagen benannt.

## Leben
Sein Vater Åge Falck Rasmussen (1886–1958) war Maler, seine Mutter Anna Hagen (1893–1989) war eine Opernsängerin. Von 1944 bis 1945 wurde er in der Frederiksberg-Theaterschule zum Schauspieler ausgebildet. Bis 1951 arbeitete er am Aarhus Teater. Bis 1998 war er an verschiedenen Spielstätten tätig, wie dem Nørrebro-Theater, ABC-Theater, Frederiksberg-Theater, Det Ny-Teater, Odense Teater, Folketeatret und dem Königlichen Theater Kopenhagen. Sein Filmdebüt hatte er 1952 im Film Kærlighedsdoktoren. Paul Hagen wirkte in 118 Filmen mit. Er war zuerst mit Asta Esper Andersen verheiratet, aus der Ehe ging der Sohn Esper hervor. Am 7. Dezember 1960 heiratete er Gurli Flindt. Von 1992 bis zu seinem Tod lebte er auf Langø bei Nakskov gemeinsam mit der Ballettpädagogin Alice Martens.
Er ist unter anderem durch seine Rolle als Tierhändler Clausen in der TV-Serie Oh, diese Mieter! bekannt.
Paul Hagen wurde auf dem Langø-Kirkegård im Ortsteil Langø der Stadt Nakskov auf der Insel Lolland begraben.

## Filmografie (Auswahl)
- 1958: Hinein ins Vergnügen (Soldaterkammerater)
- 1959: Einesteils der Liebe wegen (Poeten og lillemor) als Postbote
- 1961: Einer unter vielen (Een blandt mange)
- 1962: Das tosende Paradies (Det tossede paradis)
- 1963: … immer, wenn sie baden ging (Hvis lille pige er du?)
- 1963: Das tosende Himmelbett (Pigen og pressefotografen)
- 1963: Fräulein unberührt (Frøken Nitouche)
- 1964: Blindgänger vom Dienst (Majorens opasser)
- 1965: Die Flottenpflaume (Fladens friske fyre)
- 1965: Pack den Playboy in den Schrank (Pigen og millionaeren)
- 1966: Das Mädchen und das Traumschloß (Pigen og drommeslottet)
- 1966: Zieh’ dich an, Komtesse (Pigen og greven)
- 1967: Martha als Radiotelegrafist Marius Knudsen
- 1967: Vergiß nicht, deine Frau zu küssen (Elsk din næste)
- 1968: Die Olsenbande (Olsen-banden)  als Wirt Hansen
- 1968: Kompanie, stillgestanden (Soldaterkammerater på bjørnetjeneste) als Menig 13
- 1969: Die Olsenbande in der Klemme (Olsen-banden på spanden) als Wirt Hansen
- 1970: Rend mig i revolutionen
- 1970: Mazurka im Bett (Mazurka pa serge eknetn)
- 1970: Vier tolle Jungs der Prärie (Præriens skrappe drenge)
- 1970–77: Oh, diese Mieter! (Huset på Christianshavn) – Fernsehserie, als Clausen
- 1971: Ballade på Christianshavn als Clausen
- 1971: Guld til præriens skrappe drenge
- 1975: Die Olsenbande stellt die Weichen (Olsen-banden på sporet) als Stellwerkassistent Gotfredsen
- 1975: Danish Bedside
- 1977: Die Olsenbande schlägt wieder zu (Olsen-banden deruda') als Meister Hansen
- 1981: Die Olsenbande fliegt über alle Berge (Olsen-banden over alle bjerge) als Chefkoch im Maxim’s
- 1984: Privatdetektiv Anthonsen (Anthonsen) Fernsehserie, als Bjerre